# 마누엘 아빌라 카마초
마누엘 아빌라 카마초(Manuel Ávila Camacho, 1897년 4월 24일 ~ 1955년 10월 13일)는 1940년에서 1946년까지 멕시코의 대통령이었다.
마누엘 아빌라는 푸에블라주, 테시우틀란 시에서 중산층 부모, 마누엘 아빌라 카스틸로와 데우프로시나 카마초 벨로의 밑에서 태어났다. 그는 자매 마리아 호비타 아빌라 카마초와 몇몇의 형제를 포함하는, 몇명의 형제자매가 있었다. 그의 형제 가운데 두명인, 막시미노 아빌라 카마초와 라파엘 아빌라 카마초는 둘 다 푸에블라 주지사로서 역임하였다. 아빌라는 국립예비학교 (National Preparatory School)에서 수학했었지만, 대학 학위를 받지 못했다. 1914년에 소위로 입대하여 1920년에 대령의 지위를 얻었으며, 같은 해 라사로 카르데나스 하에서 미초아칸주의 참모총장을 했고, 후에 그 둘은 가까운 친구가 되었다. 1929년에, 그는 에스코바르 폭동에 반대하여 카르데나스 장군 밑에서 싸웠으며, 같은 해 여단장이 되었다. 그는 할리스코주, 사포판에서 태어난, 솔레다드 오로스코 가르시아와 결혼하였다. 그녀는 1904년에 태어난 1996년에 죽었다.
퇴역후, 아빌라는 1933년과 1934년 사이에 정계에 입문하였으며 1937년에 국방 장관이 되었다. 2년 뒤, 그는 그의 당의 대표자로 지명되고 난 후, 멕시코의 대통령으로 선출되었다. 아빌라는 우파의 후보 후안 안드레우 알마산을 꺾고 논란의 소지가 많은 대통령 선거에서 승리했다. 당시 선거일은 폭력으로 얼룩졌으며 선출 과정은 부정선거로 더럽혀졌었다.

## 같이 보기
- 멕시코의 국가원수 목록